# Vladimír Môťovský
Vladimír Môťovský (20. října 1928 Turová – 26. října 2003 Bratislava) byl slovenský sochař.

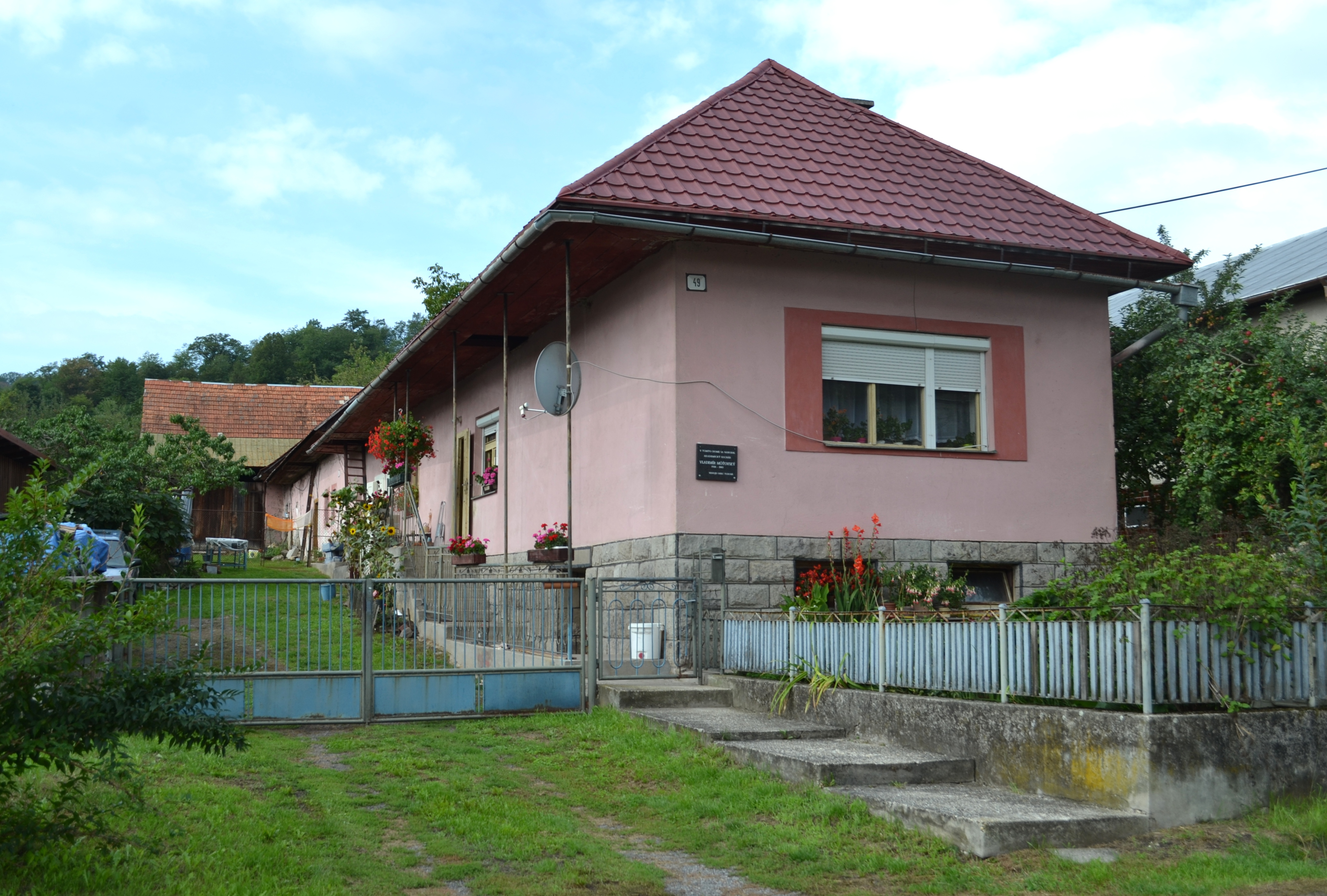
Rodný dům Vladimíra Môťovského

## Životopis
V letech 1946–1951 studoval obor keramika na Škole uměleckého průmyslu v Bratislavě u Rudolfa Hornáka, J. Livora a T. Lugse. A následně 1951–1956 monumentální sochařství na Vysoké škole výtvarných umění v Bratislavě u profesorů Rudolfa Pribiše a Fraňo Štefunka.
V průběhu své profesní kariéry se zabýval monumentální i komorní sochařskou tvorbou a také kresbou. Během svých prací často používal dřevo. Hlavním tématem jeho děl je člověk, především žena zobrazená jako matka. Jeho inspirací byla i historie, v rámci které se nechal inspirovat Velkou Moravou, generací Štúrovců, Jánošíkem, mytologií a také Biblí.
Zabýval se také kresbou, kterou měl jako zkratku pro prostorovou stavbu a skladbu sochy. Dále se věnoval pracím pro architekturu. Je autorem například reliéfů Horizontála a Vertikála pro hotel Slovnaft ve Vlčím hrdle.
Samostatně vystavoval od 60. let a má za sebou přes desítku vlastních výstav. Byl také účastníkem mnoha kolektivních výstav doma i v zahraničí. Například v roce 1967 vystavoval v Paříži v Muzeu A. Rodina na výstavě s názvem Slovenská plastika.
Patřil do Svazu slovenských výtvarných umělců a byl členem skupiny Kontinuita. Dále byl členem Spolku umělců Slovenska a Slovenské výtvarné unie.
Spoluzaložil mezinárodní sochařské sympozium v Moravanech nad Váhom.
Je zastoupen ve sbírkách Slovenské národní galerie v Bratislavě, Galerie města Bratislava a ve sbírce Jozefa Melicherčíka.

## Dílo
- 1969: Socha Návrat lodníků, Děčín[3]